# Коскудик (Жетисайський район)
Коскуди́к (каз. Қосқұдық) — село у складі Жетисайського району Туркестанської області Казахстану. Входить до складу Кизилкумський сільського округу.
У радянські часи село було частиною села Отділення № 2 совхоза імені XX Партз'їзду, а до 2000 року — Ворошилово.
Населення — 456 осіб (2021; 457 у 2009, 359 у 1999, 259 у 1989).